# Lilian Elgö
Lilian Elisabet Elgö,  (Lilian Orloff), född 20 maj 1934 i Hedvig Eleonora församling i Stockholm, död 26 september 2009 i Oscars församling i Stockholm, var en svensk skådespelare.
Utbildad på Calle Flygare Teaterskola. Hennes mormors bror var konstnären Erik Jerken. Hon är gravsatt i Gustav Vasa kyrkas kolumbarium i Stockholm.

## Filmografi
- 1958 – Kostervalsen
- 1959 – Åsa-Nisse jubilerar
- 1959 – Fridolfs farliga ålder
- 1959 – Det svänger på slottet